# Erik Boström
Erik Boström (Estocolm, 23 d'agost de 1869 – Lissma, Huddinge, Comtat d'Estocolm, 13 de juny de 1932) va ser un tirador suec que va competir a començaments del segle xx.
El 1912 va prendre part en els Jocs Olímpics d'Estocolm, disputant quatre proves del programa de tir. En les proves de tir guanyà una medalla de plata en la prova de pistola militar, 50 metres per equips, mentre fou cinquè en pistola lliure, 50 metres, vuitè en carrabina, 50 metres i dissetè en pistola ràpida, 25 metres.